# Юстад
Юстад (на шведски: Ystad, местно произношение Юста) е град на Балтийско море, в лен Сконе, южна Швеция. Главен административен център на едноименната община Юстад. Намира се на около 500 km на югозапад от столицата Стокхолм. Населението му при преброяването от 2010 г. възлиза на 18 350 жители.

## История
Юстад е един от 133-те града на Швеция, които имат статут на исторически градове.

## Личности
Родени
- Малик Банджелул (1977 – 2014), шведски кинорежисьор-документалист от алжирски произход

## Побратимени градове
- Хаугесун, Норвегия